# 日本の領土問題

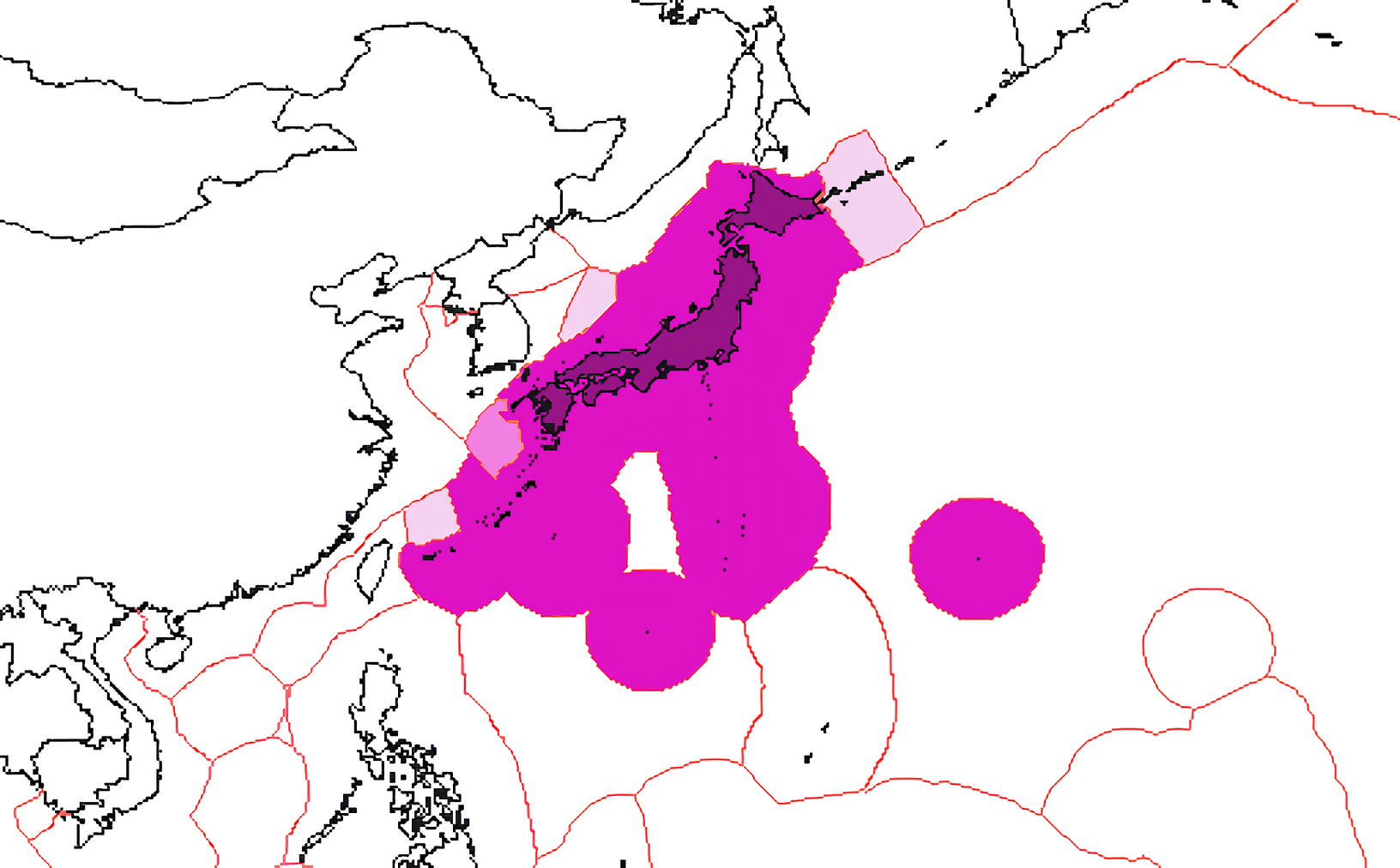
日本の排他的経済水域係争地域は薄い色で表示される。

日本の領土問題（にほんのりょうどもんだい）について概説する。日本はロシア・大韓民国・朝鮮民主主義人民共和国・中華人民共和国・中華民国などとの間に、複数の領土問題を抱えている。

## 北方領土問題
北方領土問題は、北方地域（ロシア語: Южные Курилы、南クリル）に関して、日本とロシアの間で生じている領土問題である。北方地域（南クリル）は、択捉島（ロシア語: Итуруп）・国後島（ロシア語: Кунашир）・色丹島（ロシア語: Шикотан）・歯舞群島（ロシア語: Хабомаи
）から構成される。
日本とロシアの国境は、1855年の日露修好通商条約によりはじめて画定されたものであり、得撫島と択捉島の間に国境線が引かれた。その後、1875年の千島・樺太交換条約により、ロシアの樺太領有と引き換えに、日本による千島列島全域の領有が認められた。第二次世界大戦中の1945年2月、ヤルタ会談を通してソビエト連邦（以下、ソ連）は、アメリカおよびイギリスに千島・樺太全域の領有を約束させた。日本によるポツダム宣言受諾後の8月18日、ソ連は日本に対する侵攻を開始し、9月5日までに北方地域をふくむ地帯を支配した。日本は1951年にサンフランシスコ平和条約に署名し、「千島列島並びに日本国が1905年9月5日のポーツマス条約の結果として主権を獲得した樺太の一部及びこれに近接する諸島に対する全ての権利、権原及び請求権」を放棄した。米ソ関係の悪化を背景として、ソ連は同条約に調印しなかった。1956年の日ソ共同宣言においても領土問題の正常化は実現しなかったが、両国の平和条約締結後に歯舞群島・色丹島を返還する合意がかわされた。その後、ソ連は同問題に関する立場を強硬化させるものの、1991年の日ソ共同声明においては北方領土問題が解決される問題であることが、1993年の東京宣言において、北方領土問題解決による平和条約締結の必要性が確認された。両国の領土問題に対する姿勢は、それ以降基本的には変化していない。
ロシアはこれら南クリル地域に関しては、ヤルタ協定においてソ連の領有が認められ、サンフランシスコ平和条約において日本が権利を放棄したクリル列島（千島列島）の一部であるという立場を取る一方、日本は、ヤルタ協定に法的拘束力はなく、また、北方地域は少なくとも日露修好通商条約以来、日本の領土として認められてきた地域であり、サンフランシスコ平和条約において日本が権利を放棄した「千島列島」にこれら北方地域は含まれないという立場を取っている。

## 竹島問題
竹島問題は、竹島（朝鮮語: 독도、独島）に関して、日本と大韓民国（以下、韓国）および朝鮮民主主義人民共和国（以下、北朝鮮）の間で生じている領土問題である。
近代以前の竹島の領有についても、両国により様々な見解が出されているものの、近代以降の日本が竹島を自国の領土と確認したのは、1905年、隠岐の漁民である中井養三郎による1904年の陳情を聞き入れるかたちで、「りゃんこ島」を無主地として編入して以降である。大韓帝国は1900年の大韓帝国勅令41号により鬱陵郡の管轄区域に「石島」が含まれることを確認している。これが独島（竹島）に関する記述であるかについては、両国の見解が異なる。韓国政府は1900年の記述をもって、韓国による独島の領有は法的に確認されているものであること、第一次日韓協約（1904年）および第二次日韓協約（1905年）により、同島の領有が日本により宣言された当時、韓国は外交的抗議ができなかったことを背景に、1905年の告示は法的に認められるものではないとの立場を取っている。第二次世界大戦後、SCAPINにより、竹島は日本の行政権の外側に置かれた（マッカーサー・ライン）。1951年のサンフランシスコ平和条約により、日本は「済州島、巨文島及び鬱陵島を含む朝鮮に対する全ての権利、権原及び請求権」を放棄した。韓国側の担当者は、同条項に独島を含む諸島嶼を書き加えるよう要望する書簡をアメリカ側に提出したが、これは受け入れられなかった。これを受け、1952年には「李承晩ライン」が制定され、1954年には独島に韓国沿岸警備隊が派遣された。これ以降、独島（竹島）は韓国の支配下にある。1965年の日韓基本条約においても同島に関する事項は明記されなかった。
韓国は独島に関して領土問題は発生していないという立場を取る一方、日本は韓国による竹島の支配は不法占拠であると主張している。北朝鮮もまた、日本による独島の領有権主張に抗議している。

## 尖閣諸島問題
尖閣諸島問題は、尖閣諸島（簡体字: 钓鱼岛及其附属岛屿; 繁体字: 釣魚臺列嶼、釣魚島およびその付属島嶼、釣魚台列嶼）に関して、日本と中華人民共和国および中華民国の間で生じている領土問題である。
日本による尖閣諸島の領有は、1884年の古賀辰四郎による探検・調査を契機とするものであった。1885年には沖縄県による同島への国標建立の上申があったものの、これは清の疑惑を招くという理由から見送られ、実際に尖閣諸島が無主地として編入されたのは、日清戦争終戦の3ヶ月前にあたる、1895年のことであった。戦後、サンフランシスコ平和条約を介して尖閣諸島をふくむ「北緯29度以南の南西諸島」はアメリカの信託統治下におかれた（アメリカ合衆国による沖縄統治）。1971年の6月には沖縄返還協定が結ばれることとなったが、中華民国政府はこれに際して釣魚台列嶼の領有権を主張し、同諸島の返還先は中華民国である旨を主張した。また、12月には中華人民共和国も、アメリカによる日本への釣魚島およびその付属島嶼の返還に反対した。尖閣諸島の帰属はその他の南西諸島とともに日本に移り、日中国交正常化にあたっての交渉においても領有権問題は主要な論点とはならなかった。1990年代以降も尖閣諸島（釣魚島およびその付属島嶼、釣魚台列嶼）をめぐる対立はしばしば生じ、2012年には日本において、それまで民有地となっていた、尖閣諸島国有化が決定された。
中華人民共和国は、釣魚島およびその付属島嶼は日清戦争下の不利な状況で「窃取」されたものであり、1895年の日本による編入およびその後の国有化は認められないものであると主張する一方で、日本は尖閣諸島の領有は、1895年の編入以来、1971年にいたるまで異論のなかったものであるとして、同諸島に関して領土問題は存在しないとの立場を取っている。

## 関連文献
- 現代地政学事典編集委員会編 編『現代地政学事典』丸善出版、2020年。ISBN 9784621304631。